# Amy Nixon
Amy Nixon, född den 29 september 1977 i Saskatoon, Kanada, är en kanadensisk curlingspelare.
Hon tog OS-brons i damernas curlingturnering i samband med de olympiska curlingtävlingarna 2006 i Turin.